# ワールドバザール21
ワールドバザール21は、BSフジで2001年4月から2009年3月まで放送していた紀行番組で、穴吹工務店の1社提供番組。

## 内容
前半はヨーロッパや東南アジアなどを中心とした小売市場の様子全体を取り上げ、後半は市場で販売されている商品群の中から、ある一つの生産者（農家や加工食品の生産者、工芸品職人など）を取り上げて、作物の収穫や製品の生産工程、市場への納品などを取材し、旅人（ナレーター）が紹介する形の番組である。
BSフジで放送する関係で、番組開始当初から画面アスペクト比16:9での放送となっている。2007年3月までは16:9標準画質で制作されていた為、画面に粗が目立っていたが、2007年4月からハイビジョン制作に移行した。
番組開始当初からBSフジと岡山放送の2局で放送されてきたが、2008年1月からはCSデジタル放送の食と旅のフーディーズTVでも放送されている。

## ナレーター
現在のナレーター
2008年4月〜
- 石田ひかり
- 筧利夫

2人が取材国毎に交代で担当。
過去のナレーター
〜2008年3月
- 安達祐実
- 河相我聞
- 藤澤恵麻

## 放送時間
| 放送対象地域   | 放送局                               | 放送曜日・放送時間                                                                  | 放送日の遅れ    |
| -------------- | ------------------------------------ | ----------------------------------------------------------------------------------- | --------------- |
| BSデジタル放送 | BSフジ 「ワールドバザール21 」制作局 | 日曜 11:30～12:00 再放送：土曜 22:30～23:00                                         | 再放送は6日遅れ |
| 岡山県・香川県 | 岡山放送                             | 火曜 26:10～26:40                                                                   | 3日遅れ         |
| CSデジタル放送 | 食と旅のフーディーズTV               | 火曜 13:30〜14:00 水曜 23:00～23:30 金曜 22:30〜23:00 土曜 8:00〜8:30、18:00〜18:30 | 約半年遅れ      |

※岡山放送では、2007年3月までは地上デジタル放送は標準画質の額縁放送・アナログ放送は16:9レターボックスでの放送だったが、2007年4月から地上デジタル放送はハイビジョン放送になった（アナログ放送はそのまま）。食と旅のフーディーズTVは16:9レターボックスでの放送

## 提供スポンサー
- 穴吹工務店（岡山放送で放送されているのは、穴吹工務店の本社が、放送エリア内の香川県高松市にあるためである）